# IC 835
IC 835 је спирална галаксија у сазвјежђу Береникина коса која се налази на листи објеката дубоког неба у Индекс каталогу.
Деклинација објекта је + 26° 29' 13" а ректасцензија 12h 56m 52,4s. Привидна величина (магнитуда) објекта IC 835 износи 14,2 а фотографска магнитуда 15,0. IC 835 је још познат и под ознакама MCG 5-31-21, CGCG 160-32, KUG 1254+267, PGC 44200.